# آرتورو آلساندری
آرتورو فورتوناتو آلساندری پالما (انگلیسی: Arturo Fortunato Alessandri Palma; زاده ۲۰ دسامبر ۱۸۶۸ – درگذشته ۲۴ اوت ۱۹۵۰) یک سیاستمدار اهل شیلی بود. وی در سه دوره در سال‌های ۱۹۲۰–۱۹۲۴، ۱۹۲۵ و از ۱۹۳۲–۱۹۳۸ رئیس‌جمهور این کشور بود.
آرتورو آلساندری در ۲۴ اوت ۱۹۵۰، در سن ۸۱ سالگی بر اثر سکته قلبی درگذشت.